# Kreml

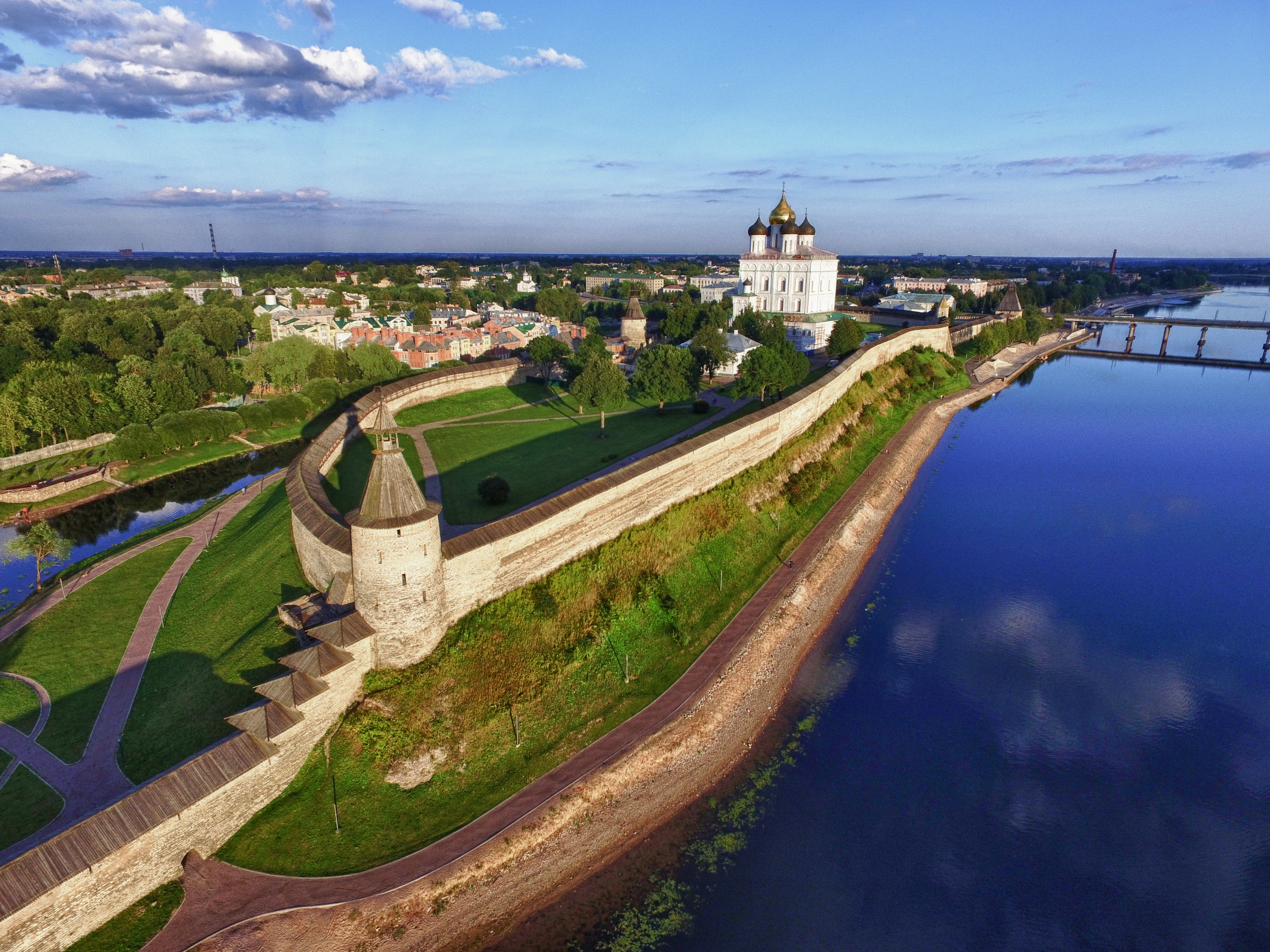
Pskovský krom

Kreml (rusky кремль) je označení pro ruské městské pevnosti, budované až do 18. století na území dnešního Ruska, Běloruska a Ukrajiny. Jedná se obyčejně o nejdůležitější část města, obehnanou hradbou se střílnami a věžemi. Do dnešních dob se plně dochovalo asi 13 kremlů (všechny v Rusku) a pozůstatky několika desítek dalších.
Dodnes se můžeme v souvislosti s některými kremly setkat se staršími názvy krom (rusky кром) či dětinec (rusky детинец). Slovo Kreml je často užíváno také jako metonymické označení ruské vlády, popř. jako označení nejznámějšího Moskevského kremlu.

## Etymologie

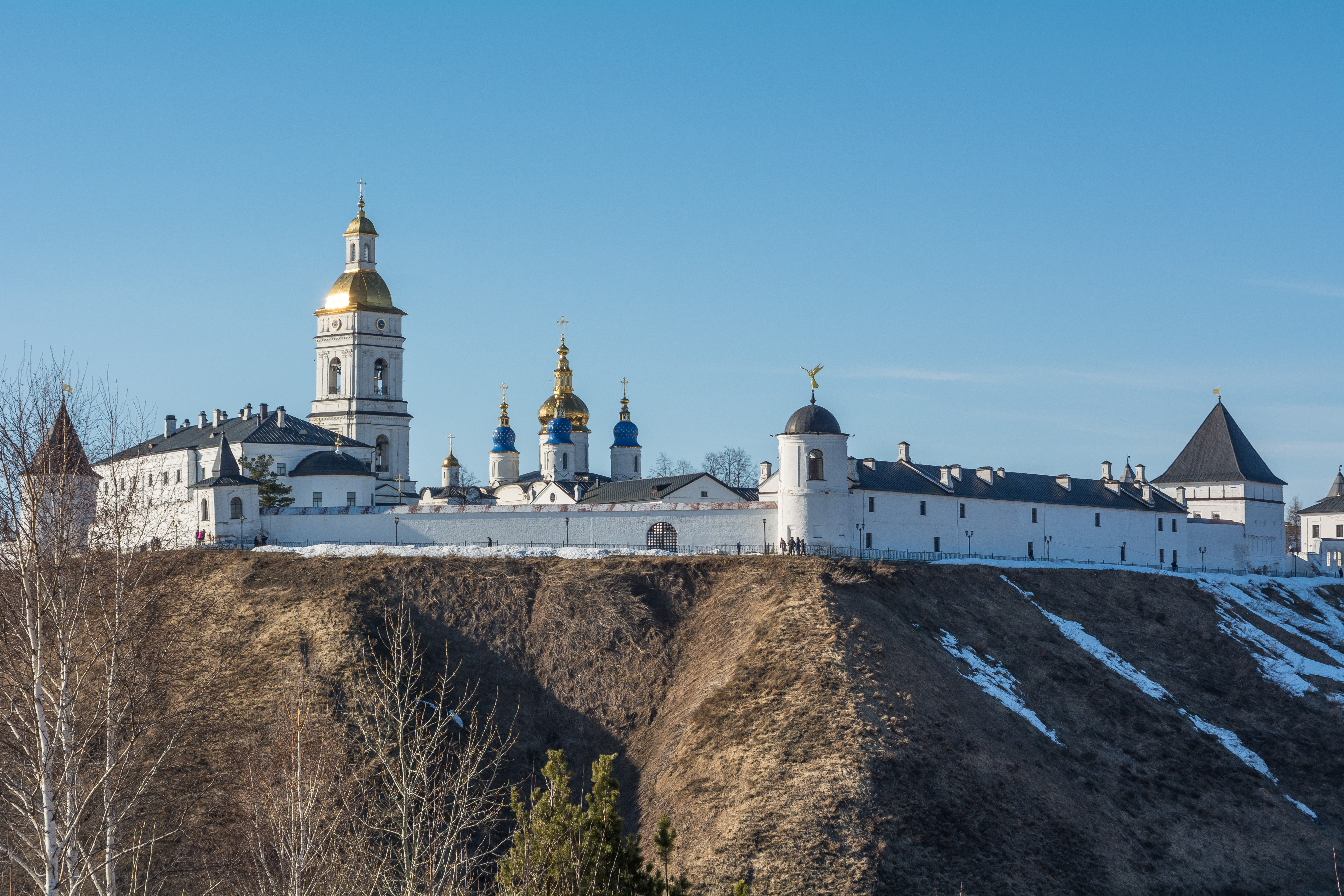
Tobolský kreml

Ačkoli nejstarší dochovaný zápis slova kreml pochází z roku 1317 (zmíněno v souvislosti s výstavbou opevnění Tveru), všeobecným označením tohoto typu stavby se stalo až po roce 1367, kdy byl v Moskvě vztyčen na místě vyhořelého dřevěného kremniku nový kamenný kreml.
Před výstavbou kamenného Moskevského kremlu se nazývaly tyto ruské městské pevnosti různě: gorod (город, příbuzné našemu slovu hrad), krom (кром), kremnik (кремник), dětinec (детинец), zamok (замок, příbuzné našemu slovu zámek). Ve starých ruských kronikách lze narazit ještě na celou řadu variant těchto názvů. Obyčejně se jednotlivé názvy používaly v nějaké konkrétní části Kyjevské Rusi.
Původ slova kreml a jeho variant (krom, kremnik, kreom, krem aj.) není zcela jasný, nejčastěji se však předpokládá odvození od staroruského slova krmlja (кръмля), tedy krmě, potrava. Kreml byl totiž místem, kam se shromažďovaly zásoby potravin, aby byly v případě obléhání ochráněny před nepřítelem. Další možné výklady jsou:
- Od řeckého slova kremnos, které označuje sráz či strmý kopec.
- Ze staroruského krem (кремь), které označovalo velké a pevné stavební dřevo (nejstarší kremly byly často dřevěné).
- Z turkického kärmän neboli pevnost.
- Od slova kremeň (křemen).

Ani původ staršího názvu dětinec není úplně jasný. Předpokládá se, že může souviset s dětmi (kreml byl místo, kam byly v době ohrožení soustředěny děti). Jiný výklad předpokládá starší podobu slova dědinec - kreml byl místem, kde se scházeli dědové (tedy staršinové) k poradám.

## Vývoj kremlů

### Kyjevská Rus

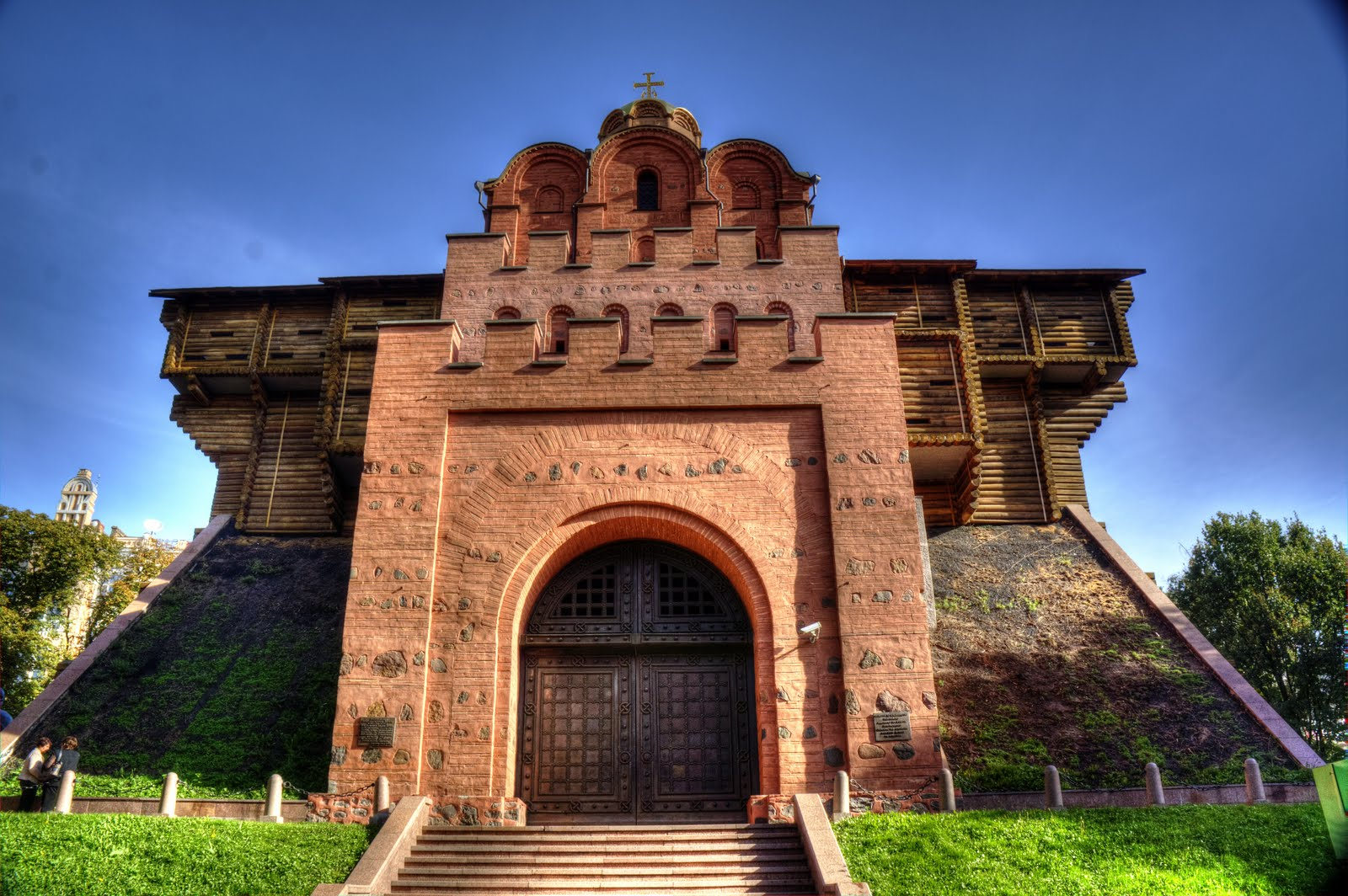
Zlatá brána v Kyjevě (replika)

Slované začali budovat pevnosti k ochraně před nepřáteli nejpozději v 9. století. Arabský geograf Al-Bakri v 10. století napsal: „A tak staví Slované většinu svých pevností: vyberou si louku, vlhkou a s rákosím, a vyznačí si tam kruhovité či čtvercové místo, kde hodlají pevnost postavit, vykopou příkop a z přebytečné zeminy navrší val, který potom zpevní deskami a kůly vbitými do země. Potom zhotoví vchod z té strany, která jim přijde vhodná, ke vchodu se jde přes dřevěný most.“ Hradby budované v tomto období byly dosti primitivní, obyčejně šlo o dvojice kůlů vbitých do země, mezi které se vršily do výše klády pokládané na bok. Až později byly hradby roubené.
Takovýchto kremlů nebylo v Kyjevské Rusi málo - napočítáno jich bylo okolo 400. Při mongolském vpádu na Rus však byly téměř všechny zničeny, umění stavět kremly se zachovalo a rozvíjelo pouze v nejsevernějších oblastech Ruska. Do dnešních dob se tak zachovaly většinou pouze pozůstatky terénních úprav, v několika případech také skrovné zbytky kamenných částí některých kremlů tohoto období. Asi nejlépe dochovaným kremlem Kyjevské rusi je Pskovský krom.
Uvnitř kremlů se nacházely životně důležité objekty, jako např. kostely, zbrojnice, dílny, sídla místní správy. Stavěly se obyčejně na pahorku u řeky či u jiné přírodní bariéry.

### 12. – 17. století
V období Moskevského knížectví vznikaly kremly prakticky všude, od východních oblastí až po švédské hranice. Nejvíce jich bylo na jihu, kde vytvářely jakési opevněné linie proti nájezdům Krymských Tatarů. Stavěly se jak kamenné, tak stále i dřevěné. Ty měly tu výhodu, že jejich výstavba netrvala dlouho. Roku 1638 údajně vystavěli v Mcensku kremelskou zeď v délce 3 kilometrů s 13 věžemi a stometrovým přístupovým mostem přes řeku za pouhých 20 dní.

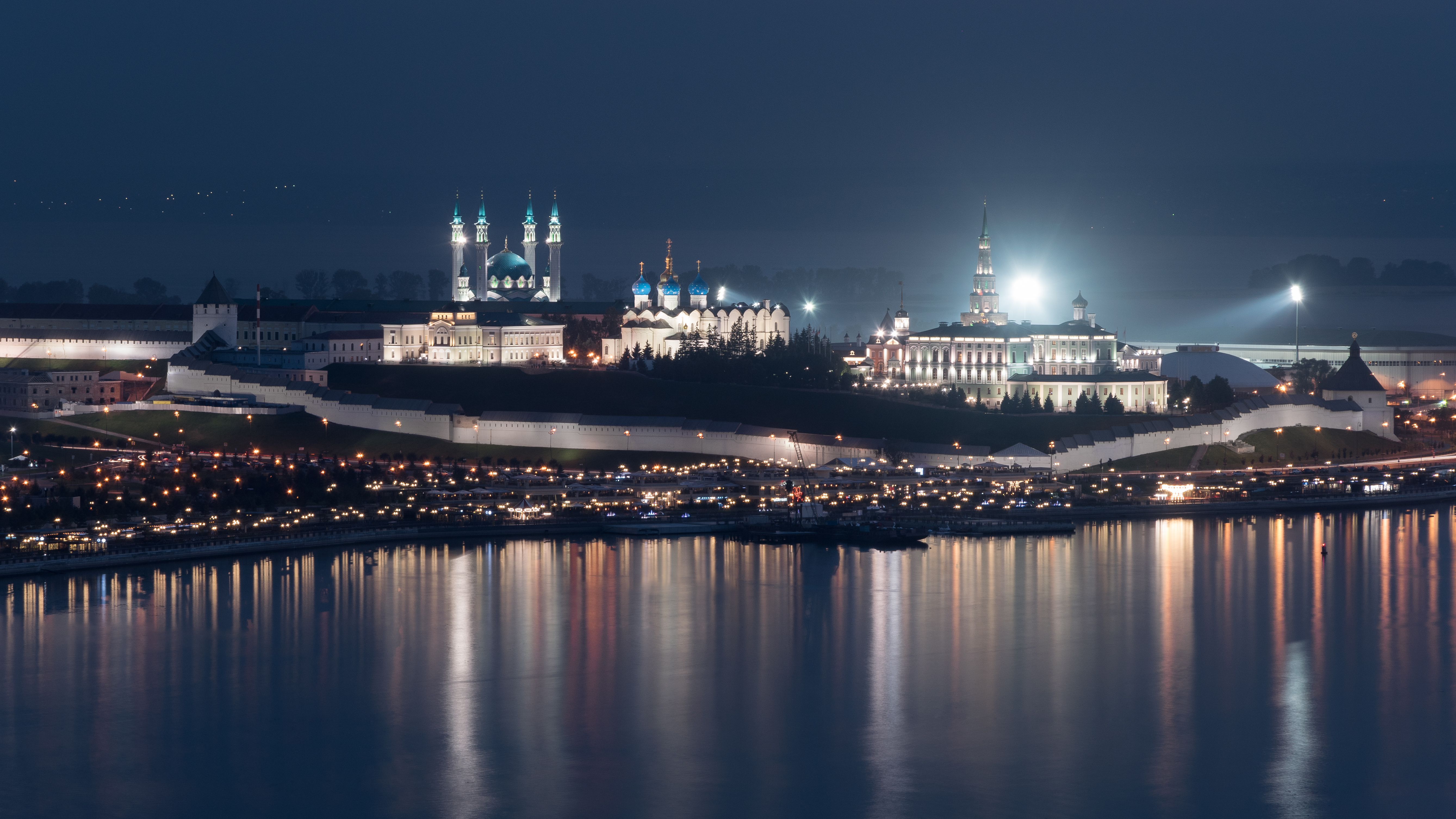
Kazaňský kreml

Symbolem obrody stavitelství kremlů na Rusi se stala výstavba Moskevského kremlu z bílého kamene, započatá roku 1367 za vlády velkoknížete Dmitrije Donského. Není však vyloučeno, že tento kamenný kreml byl doplněn o dřevěné prvky. Kombinace dřevo-kámen byla v této době stále velmi běžnou, například Nižněnovgorodský kreml měl zpočátku pouze jedinou kamennou věž, zbytek byl zhotoven ze dřeva.
Postupem času se kremly přestavovaly, zpevňovaly a rozšiřovaly. Stejně tak i Moskevský kreml byl na přelomu 15. a 16. století na popud velkoknížete Ivana III. znovu vybudován z cihel.
V 16. – 17. století vyrostlo v Moskevském knížectví okolo 30 kamenných pevností. Tyto novější kremly měly velmi často pravidelnou geometrickou formu (např. Zarajský kreml, Tulský kreml). Výstavba kremlů pokračovala až do přelomu 17. a 18. století, kdy začaly ztrácet vojenský význam. Nejmladším a zároveň nejvýchodnějším je Tobolský kreml, vystavěný v letech 1699-1717.

### 18. – 19. století
V tomto období byla celá řada kremlů zničena, neboť přestaly plnit svoji obrannou funkci. Nedochoval se tak ani jeden dřevěný kreml, a to ani částečně. Jediným dřevěným kremlem je tak dnes kopie, vystavěná roku 2010 v moskevském Kolomenském. Kamenné kremly byly obyčejně rozebrány na materiál, jako třeba Možajský kreml, Vjazemský kreml, Jaroslavský kreml či Serpuchovský kreml, byť byly často na památku zachovány alespoň některé věže.

## Seznam plně dochovaných kremlů

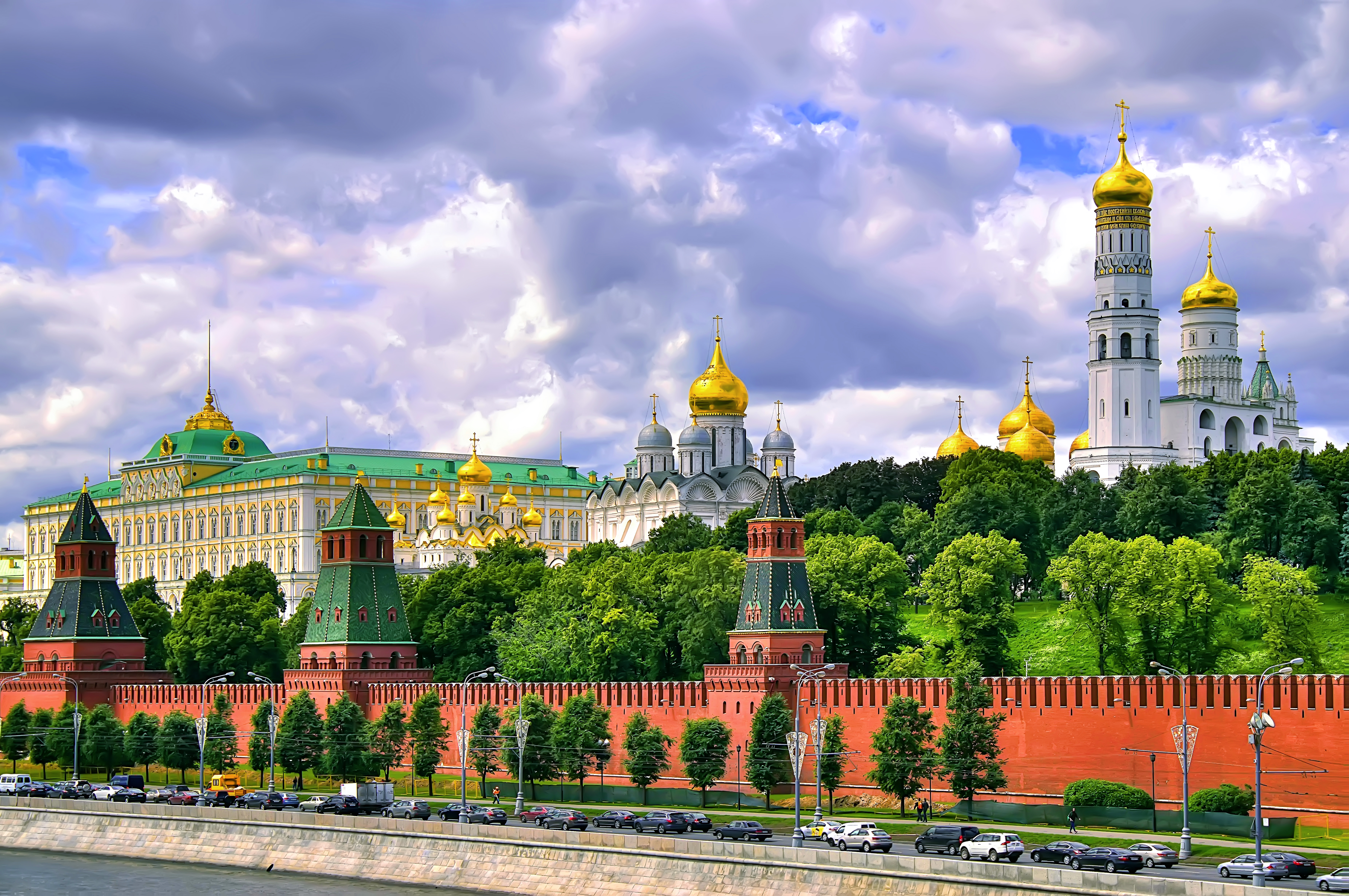
Moskevský kreml

### Kremly zapsané na seznam světového dědictví UNESCO
- Kazaňský kreml
- Moskevský kreml
- Novgorodský dětinec
- Suzdalský kreml

### Ostatní dochované kremly
- Astrachaňský kreml
- Izborská pevnost
- Kolomenský kreml
- Nižněnovgorodský kreml
- Porchovská pevnost
- Pskovský krom
- Tobolský kreml
- Tulský kreml
- Zarajský kreml